# Torsten Ågren
Erik Olof Torsten Ågren, född den 11 juni 1886 i Ängsö församling, Västmanlands län, död den 3 september 1961 i Stockholm, var en svensk ingenjör och ämbetsman. Han var far till Erik Ågren.
Ågren avlade avgångsexamen vid Chalmers tekniska läroanstalt 1910. Han var ingenjör på extra stat vid stadsingenjörskontoret i Göteborgs stad 1910–1918, kontrollingenjör hos byggnadsnämnden i Göteborg stad 1918–1922 och andre stadsingenjör, mätningsman och registerförare i Malmö stad 1922–1936. Ågren var byråchef i lantmäteristyrelsen 1936–1952. Han var speciallärare vid Kungliga tekniska högskolan från 1937. Ågren författade åtskilliga avhandlingar rörande tillämpning av fastighetsbildnings- och byggnadslagstiftningen och ett kompendium i tillämpad byggnadsrätt. Han blev riddare av Nordstjärneorden 1939 och kommendör av samma orden 1952. Ågren är begravd på Skogskyrkogården i Stockholm.